# Universidad Estatal de Athens
La Universidad Estatal de Athens (en inglés: Athens State University) es una universidad pública de Athens (Alabama). Oferta treinta y tres carreras distintas, agrupadas en tres grandes áreas: Educación, Artes y Ciencias y Empresas.

## Historia
La Universidad Estatal de Athens se fundó como Athens Female Academy en 1822. La Iglesia Metodista comenzó la supervisión de la institución en 1842, cambiando el nombre por el de Athens Female Institute. Más tarde, en 1889 se convirtió en Athens Female College. En 1931, el nombre se acortó a Athens College y se convirtió en mixta. En 1974 pasó al estado de Alabama y se convirtió en una institución pública, con el nombre de Athens State College, cambiando a Athens State University en 1998.
El distrito de Athens State College fue incluido en el Registro Nacional de Lugares Históricos el 14 de febrero de 1985. Incluye el Hall de los Fundadores, que fue construido entre 1842 y 1844.

## Alumnos notables
- Chris Guillebeau, autor de desarrollo personal
- Mike Kirkland (político), miembro de la Cámara de Representantes de Alabama
- Steve Mizerak, billar, ganador del Abierto de Estados Unidos en la década de 1970
- Gary Redus, jugador de las Grandes Ligas de Béisbol
- Dale Strong, miembro de la Cámara de Representantes de EE. UU.
- Ha Soo Whang, trabajadora social